# Götz George
Götz George (pronunciación en alemán: /ɡœts geˈɔɐ̯ gə/: pronunciación en alemán: /ɡœts geˈɔɐ̯ gə/; 23 de julio de 1938 – 19 de junio de 2016) fue un actor alemán, hijo de la pareja de actores Berta Drews y Heinrich George. Su papel más conocido es el del detective Horst Schimanski de Duisburg, en la serie de televisión policíaca Tatort.

## Años tempranos
George nació en Berlín en una conocida familia de actores: su padre, Heinrich George, era actor de cine y teatro, y su madre, Berta Drews, también era actriz. George recibió su nombre del personaje favorito de su padre, el Caballero Imperial Götz von Berlichingen. Su padre estuvo encarcelado por los soviéticos y murió en el campo de concentración soviético Speziallager Nr. 7 Sachsenhausen. George creció en Berlín con su hermano mayor Jan y su madre. Fue al colegio en Berlín-Lichterfelde y más tarde atendió al Lyzeum Alpinum en Zuoz, Suiza. Estuvo casado con Loni von Friedl de 1966 a 1976; la hija de la pareja, Tanja-Nicole, nació en 1967.
Desde 1997  vivió junto con la periodista de Hamburgo Marika Ullrich. La pareja se casó en 2014 La serie de películas Schulz & Schulz, que comenzó en 1989 y trataba el asunto de la reunificación alemana, le dio la oportunidad de mostrar su talento como cómico en un papel doble, ya que hacía el papel del asesor industrial Morlock en la serie del mismo nombre, el cual distaba bastante del rudo encanto del viejo comisario Schimanski.
Entre los papeles más impresionantes de George en los 90 estuvieron sus apariciones en el telefilm Der Sandmann, en la que interpretó al presunto asesino en serie y escritor Henry Kupfer como un intelectual frío, calculador y manipulador intelectual, la película Der Totmacher, en la que retrataba a Fritz Haarmann (el carnicero de Hanover), y en el telefilm Die Bubi-Scholz-Story, el trauma de un boxeador envejecido y arruinado.

## Muerte
George murió a la edad de 77 años, tras una corta enfermedad.

## Filmografía (Películas)
- When the White Lilacs Bloom Again, 1953 … Klaus
- The Great Test, 1954 … Peter Behrend
- Old Barge, Young Love (Alter Kahn und junge Liebe a.k.a. Sonne über den Seen), 1957 … Kalle Borchert
- Solange das Herz schlägt, 1958 … Eberhard Römer
- Jacqueline, 1959 … Gustav Bäumler
- Kirmes, 1960 … Robert Mertens
- Carnival Confession, 1960 … Clemens
- Der Teufel spielte Balalaika, 1961 … Peter Joost
- Mörderspiel, 1961 … Hein Kersten
- Our House in Cameroon, 1961 … Georg Ambrock
- Her Most Beautiful Day, 1962 … Adam Kowalski
- Das Mädchen und der Staatsanwalt, 1962 … Jochen Rehbert
- El tesoro del lago de plata, 1962 … Fred Engel
- Nur tote Zeugen schweigen, 1962 … Chris Kronberger
- Liebe will gelernt sein, 1963 … Hansgeorg Lehmbruck
- Man and Beast (Mensch und Bestie), 1963 … Franz
- Destination Death (Herrenpartie), 1964 … Herbert Hackländer
- Waiting Room to the Beyond(Wartezimmer zum Jenseits), 1964 … Don Micklem
- Unter Geiern, 1964 … Martin Baumann Jr.
- A Holiday with Piroschka, 1965 … Thomas Laurends
- Sie nannten ihn Gringo, 1965 … Mace Carson
- Winnetou and the Crossbreed, 1966 … Jeff Brown
- The Long Day of Inspector Blomfield, 1968 … Eddie Blomfield
- The Blood of Fu Manchu, 1968 … Carl Jansen
- Commandos, 1968 … Oberleutnant Rudi
- Le Vent d'est, 1970 … Soldier
- Aus einem deutschen Leben (Death is My Trade), 1977 … Franz Lang (basado en Rudolf Höss)
- Abwärts, 1984 … Jörg
- Zahn um Zahn, 1985 … Horst Schimanski
- Zabou, 1987 … Horst Schimanski
- The Cat, 1988 … Probek
- Der Bruch, 1989 … Walter Graf
- Blauäugig, 1989 … Johann Neudorf
- Schtonk!, 1992 … Hermann Willié
- Ich und Christine, 1993 … Bruno
- Die Sturzflieger, 1995 … Robot Max
- Der Sandmann, 1995 … Henry Kupfer
- Deathmaker (Der Totmacher) 1995 … Fritz Haarmann
- Rossini – oder die mörderische Frage, wer mit wem schlief, 1997 … Uhu Zigeuner
- Das Trio, 1998 … Zobel
- Solo für Klarinette, 1998 … Bernie Kominka
- After the Truth (Nichts als die Wahrheit), 1999 … Dr. Mengele
- Viktor Vogel – Commercial Man, 2001 … Eddie Kaminsky
- Gott ist tot, 2003 … Heinrich Lutter
- Maria an Callas, 2006 … Jost
- Mein Kampf (a.k.a. Dawn of Evil), 2009 … Schlomo Herzl
- Zettl, 2012 … Chancellor Olli Ebert

## Filmografía (telefilms y series)
- Kolportage, 1957 … Erik Stjernenhö
- Alle meine Söhne, 1961 … Christian Keller
- Alle meine Söhne, 1965 … Chris Keller
- Der Werbeoffizier, 1967 … Capitán Plume
- Schlehmihls wundersame Geschichte, 1967 … Peter Schlemihl
- Match, 1968 … André
- Der Eismann kommt, 1968 … Rocky Pioggi
- Spion unter der Haube, 1969 … Cazmio
- Ein Jahr ohne Sonntag, 1969 (serie de televisión, 13 episodios) … Robert Sonntag
- 11 Uhr 20, 1970 (miniserie) … Mûller
- Der Kommissar: Tod einer Zeugin, 1970 … Wolfgang Karrass
- Tatort: Blechschaden (de), 1971 … Joachim Seidel
- Diamantendetektiv Dick Donald, 1971 (serie de televisión, 13 episodios) … Dick Donald
- Der Kommissar: Der Amoklauf, 1972 … Paul Neumann
- Der Illegale, 1972 … Nikolai Grunwaldt / Kurt Blohm
- Tatort: Rattennest (de), 1972 … Jerry
- Kesselflickers Hochzeit, 1972 … Michael Byrne
- Die Gräfin von Rathenow, 1973 … Leopold
- Der Kommissar: Sommerpension, 1973 … Gottfried Schuster
- Zwischen den Flügen, 1973 (serie de televisión, 1 episodio)
- Mandragola, 1974 … Siro
- Tatort: Transit ins Jenseits, 1976 … Martin
- Hungária kávéház (Café Hungaria), 1977 (serie de televisión, 1 episodio) … Hadnagy
- Polizeiinspektion 1: Verfolgungswahn, 1977 … Alfred Neumeier
- Les Diamants du président (The Pawn), 1977 (miniserie) … Pierre Vidal
- Vermutungen über Franz Bieberkopf, 1977
- Derrick - Temporada 5, episodio 10: "Der Spitzel" (1978) … Georg Lukas
- The Old Fox: Der schöne Alex, 1978 … Alex Bergemann
- The Old Fox: Der Auftraggeber, 1979 … Martens
- Überfall in Glasgow, 1981 … Craig Kennan
- Les Chevaux du soleil (fr), 1981 (serie de televisión) … Victor
- Tatort: Duisburg-Ruhrort (de), 1981 … Horst Schimanski
- Der König und sein Narr (de), 1981 … Federico Guillermo I de Prusia
- Dantons Tod, 1981 … Danton
- Tatort: Grenzgänger (de), 1981 … Horst Schimanski
- Tatort: Der unsichtbare Gegner (de), 1982 … Horst Schimanski
- Der Regenmacher, 1982 … Bill Starbuck
- Tatort: Das Mädchen auf der Treppe (de), 1982 … Horst Schimanski
- Tatort: Kuscheltiere (de), 1982 … Horst Schimanski
- Tatort: Miriam (de), 1983 … Horst Schimanski
- Das schöne Ende dieser Welt (de), 1984 … Craig Murray
- Tatort: Kielwasser (de), 1984 … Horst Schimanski
- Tatort: Zweierlei Blut (de), 1984 … Horst Schimanski
- Abgehört, 1984 … Bozidar Popkov-Prokop
- Tatort: Rechnung ohne Wirt (de), 1984 … Horst Schimanski
- Tatort: Doppelspiel (de), 1985 … Horst Schimanski
- Tatort: Das Haus im Wald (de), 1985 … Horst Schimanski
- Tatort: Zahn um Zahn (de), 1985 (exhibida en cines) … Horst Schimanski
- Tatort: Der Tausch (de), 1986 … Horst Schimanski
- Tatort: Schwarzes Wochenende (de), 1986 … Horst Schimanski
- Tatort: Freunde (de), 1986 … Horst Schimanski
- Tatort: Zabou (de), 1987 (exhibida en cines) … Horst Schimanski
- Tatort: Spielverderber (de), 1987 … Horst Schimanski
- Tatort: Gebrochene Blüten (de), 1988 … Horst Schimanski
- Tatort: Einzelhaft (de), 1988 … Horst Schimanski
- Tatort: Moltke (de), 1988 … Horst Schimanski
- Tatort: Der Pott (de), 1989 … Horst Schimanski
- Tatort: Blutspur (de), 1989 … Horst Schimanski
- Spielen willst du ja alles. Götz George - rastlos im Einsatz, 1989
- Tatort: Katjas Schweigen (de), 1989 … Horst Schimanski
- Schulz & Schulz, 1989 … Walter Schulz and Wolfgang Schulz
- Tatort: Medizinmänner (de), 1990 … Horst Schimanski
- Tatort: Schimanskis Waffe (de), 1990 … Horst Schimanski
- Tatort: Unter Brüdern, 1990 … Horst Schimanski
- Schulz & Schulz 2: Aller Anfang ist schwer, 1991 … Walter Schulz y Wolfgang Schulz
- Tatort: Bis zum Hals im Dreck (de), 1991 … Horst Schimanski
- Tatort: Kinderlieb (de), 1991 … Horst Schimanski
- Tatort: Der Fall Schimanski (de), 1991 … Horst Schimanski
- Schulz & Schulz 3: Wechselspiele, 1992 … Walter Schulz y Wolfgang Schulz
- Schulz & Schulz 4: Neue Welten, alte Lasten, 1992 … Walter Schulz y Wolfgang Schulz
- Morlock (de): Kinderkram, 1993 … Carl Morlock
- Morlock (de): Die Verflechtung, 1993 … Carl Morlock
- Morlock (de): König Midas, 1993 … Carl Morlock
- Schulz & Schulz 5: Fünf vor zwölf, 1993 … Walter Schulz y Wolfgang Schulz
- Morlock (de): Der Tunnel, 1994 … Carl Morlock
- Das Schwein – Eine deutsche Karriere (de), 1995 (miniserie) … Stefan Stolze
- Der König von Dulsberg, 1995 … Bruno Bülle
- Der Sandmann (de), 1995 … Henry Kupfer
- Der Mann auf der Bettkante, 1995 … Jack Förnbeisser
- Tote sterben niemals aus, 1996 … Benno / Theobald
- Tor des Feuers, 1996 … Harry Kowa
- Schimanski: Die Schwadron, 1997 … Horst Schimanski
- Schimanski: Blutsbrüder, 1997 … Horst Schimanski
- Schimanski: Hart am Limit, 1997 … Horst Schimanski
- Schimanski: Muttertag, 1998 … Horst Schimanski
- Schimanski: Rattennest, 1998 … Horst Schimanski
- Schimanski: Geschwister, 1998 … Horst Schimanski
- Die Bubi-Scholz-Story, 1998/99 … Bubi Scholz
- Die Entführung, 1999 … Carl Heidfeld
- Racheengel - Stimme aus dem Dunkeln, 1999 … Dr. Meinfeld
- Schimanski: Sehnsucht, 1999 … Horst Schimanski
- Die Spur meiner Tochter (a.k.a. Element des Todes), 1999 … Paul Flemming
- Schimanski: Tödliche Liebe, 2000 … Horst Schimanski
- Schimanski: Schimanski muß leiden, 2000 … Horst Schimanski
- Bargeld lacht, 2001 … Harry Freundner
- Schimanski: Kinder der Hölle, 2001 … Horst Schimanski
- Liebe. Macht. Blind., 2001 … Alexander Stahlberg
- Mein Vater, 2002 … Richard Esser
- Liebe ist die halbe Miete, 2002 … Dr. Gottfried Naumann
- Schimanski: Asyl, 2002 … Horst Schimanski
- Verliebte Diebe, 2002 … Vinzenz Kröger
- Der Anwalt und sein Gast, 2002 … Frank Karmann
- Geheimnisvolle Freundinnen, 2003 … Sandmann
- Familienkreise, 2003 … Raimund Parz
- Alpenglühen, 2003 … Hannes Seeger
- René Deltgen - Der sanfte Rebell, 2004
- Schimanski: Das Geheimnis des Golem, 2004 … Horst Schimanski
- Blatt und Blüte - Die Erbschaft, 2004 … Vincent Gottwald
- Alpenglühen zwei - Liebe versetzt Berge, 2005 … Hannes Seeger
- Kein Himmel über Afrika, 2005 … Larry
- Einmal so wie ich will (de), 2005 … John Schlesinger
- Kabale und Liebe (de), 2005 … Presidente von Walter
- Schimanski: Sünde, 2005 … Horst Schimanski
- Die Sturmflut (de), 2006 … Jens Urban
- Commissario Laurenti: Die Toten vom Karst, 2006 … Antonio Gubian
- Als der Fremde kam, 2006 … Dr. Robert Stubenrauch
- Schimanski: Tod in der Siedlung, 2007 … Horst Schimanski
- Der Novembermann (de), 2007 … Henry Lichtfeld
- Die Katze, 2007 … Siegmar
- Meine fremde Tochter, 2008 … Johann Bergkamp
- Schimanski: Schicht im Schacht, 2008 … Horst Schimanski
- Schokolade für den Chef (de), 2008 … Ernst Schmitt
- Zivilcourage (de), 2010 … Peter Jordan
- Lüg weiter, Liebling (de), 2010 … Hape Wegener
- Schimanski: Schuld und Sühne, 2011 … Horst Schimanski
- Tod einer Polizistin (de), 2012 … Bruno Theweleit
- George (de), 2013 … Heinrich George
- Schimanski: Loverboy, 2013 … Horst Schimanski
- Besondere Schwere der Schuld, 2014 … Joseph Komalschek

## Premios y distinciones
Festival Internacional de Cine de Venecia
| Año  | Categoría                 | Película                   | Resultado |
| ---- | ------------------------- | -------------------------- | --------- |
| 1995 | Copa Volpi al mejor actor | El fabricante de la muerte | Ganador   |

- 1995 Premios del cine bávaros, Mejor Actor [3]